# Comuna Dorohiv, Halîci
Dorohiv (în ucraineană Дорогів) este o comună în raionul Halîci, regiunea Ivano-Frankivsk, Ucraina, formată din satele Dorohiv (reședința) și Kolodiiv.

## Demografie
Componența lingvistică a comunei Dorohiv
     Ucraineană (99,79%)
     Alte limbi (0,21%)
Conform recensământului din 2001, majoritatea populației comunei Dorohiv era vorbitoare de ucraineană (99,79%), existând în minoritate și vorbitori de alte limbi.